# Sonia Lewin
Sonia Lewin-Szmukler (ur. 1910, zm. 1987) – polsko-żydowska lekkoatletka.

## Życiorys
Urodziła się w 1910. Pochodziła z kupieckiej rodziny żydowskiej z Suwałk. Wraz z rodzicami przeprowadziła się do Wilna, gdzie ukończyła Gimnazjum Humanistyczne Stowarzyszenia Rozpowszechniania Wiedzy. 
Około 1925 trafiła do wileńskiego klubu ŻTGS Makkabi, gdzie zaczęła uprawiać gimnastykę i lekkoatletykę oraz gry sportowe. W 1927 zadebiutowała w lekkoatletycznych mistrzostwach Wilna. Uprawiała wówczas rzut oszczepem i pchnięcie kulą (w drugiej z tych dyscyplin mając 16 lat przekroczyła 9 m). Dwukrotnie ustanawiała rekordy Polski w pchnięciu kulą (11.07 w 1929 i 11.46 w 1930). Była mistrzynią kraju w tej konkurencji (1930). Dwa razy reprezentowała Polskę w meczach międzypaństwowych.
W 1935 wyjechała na stałe do Palestyny i do 1936 reprezentowała klub Hapoel Tel Awiw. Czwarta w finale Światowych Igrzysk Kobiet w Pradze (1930) z wynikiem 11.41. Dwukrotna wicemistrzyni Międzynarodowych Igrzysk Żydowskich (Tel Awiw-Jafa 1935). Rekord życiowy w pchnięciu kulą - 12.21 ustanowiła w 1937. Nie był pobity w Izraelu przez następne 22 lata. Startowała do końca lat czterdziestych, zdobywając swój ostatni medal (srebrny) w 1948. 
Syn Szymon odziedziczył po rodzicach talent sportowy. Był znakomitym koszykarzem, olimpijczykiem, a później także trenerem. Wnuk Szmuklerów – Amir, był piłkarzem.

## Odznaczenie
- Brązowy Krzyż Zasługi (19 marca 1931)[4]